# Область Хотэя

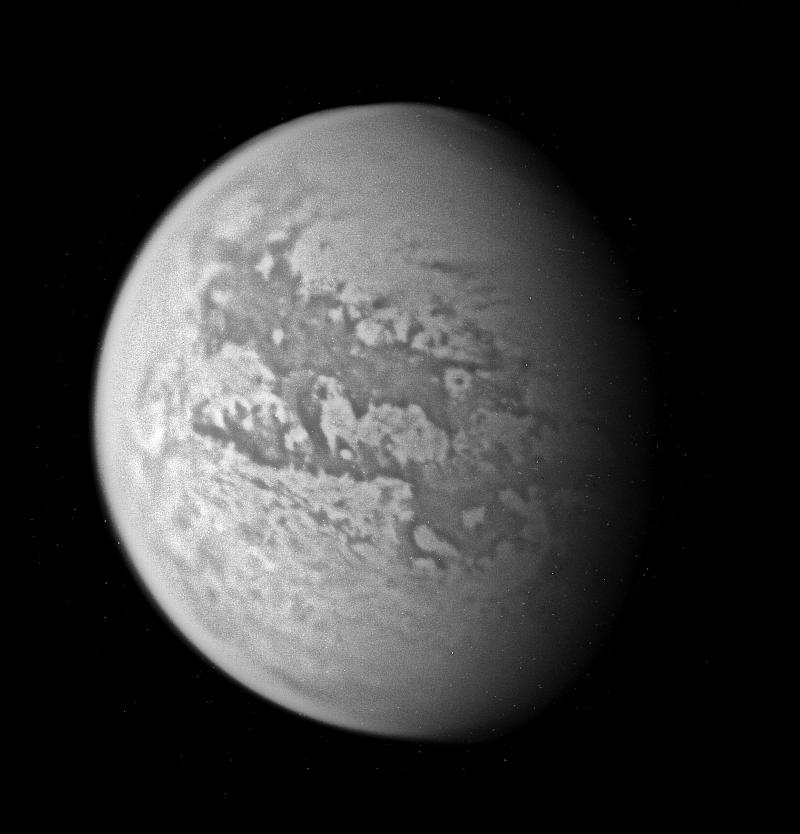
Инфракрасное изображение Титана

Область Хотэя (англ. Hotei Regio) — обширная область на поверхности самого крупного спутника Сатурна — Титана. Координаты центра — 26° ю. ш. 78° з. д. / 26° ю. ш. 78° з. д.. Находится на юго-востоке местности Ксанаду и к северу от дуги Хотэя. Под термином «область» (регион) понимается обширная низменная территория, отличающаяся цветом и альбедо от смежных областей.
Максимальный размер области составляет 500 км. Область Хотэй была обнаружена на радиолокационных снимках космического аппарата Кассини (во время стандартного пролёта около Титана). Название получило официальное утверждение в 2009 году.
Названа в честь Хотэя, китайского/японского божества.